# Sylvain d'Auteuil
 (juillet 2025).
Si vous disposez d'ouvrages ou d'articles de référence ou si vous connaissez des sites web de qualité traitant du thème abordé ici, merci de compléter l'article en donnant les références utiles à sa vérifiabilité et en les liant à la section « Notes et références ».
Pour les articles homonymes, voir Auteuil.
Sylvain d'Auteuil est un écrivain et journaliste québécois né à Montréal en 1967.

## Biographie
Bachelier en marketing et communication de l'université Concordia, Sylvain d'Auteuil est d'abord rédacteur sportif de 1993 à 1998 pour des publications de Télémédia, ainsi que pour les quotidiens Le Soleil et La Presse, sous le nom de Sylvain Robillard. Il  remporte deux prix de l'Association de la Presse Sportive du Québec (APSQ) en 1993 et 1994, comme meilleur journaliste sportif au Québec dans la catégorie des « périodiques », prix remporté précédemment par l'auteur Georges-Hébert Germain en 1991 et 1992. Puis il est mis en nomination en 1995 par l'APSQ pour une série d'articles publiés par le quotidien La Presse. Il passe au monde corporatif en 1999 pour revenir au journalisme en 2003. Polyvalent, il écrit depuis des articles concernant les domaines des affaires (Les Affaires, PME, La Presse), du développement durable (Vision Durable, Ressources) et de la culture (Accès, MIR). En 2008, il est mis en nomination lors des Grands Prix du Magazine pour un article paru dans la revue Vision Durable.
En 2005 il adopte le patronyme de sa mère (d'Auteuil) comme nom de plume et amorce une carrière d'auteur de fiction par la parution aux éditions Les Intouchables de son premier roman, Brad Pitt ou mourir. Il s'agit d'un ouvrage coup-de-poing sur les relations homme-femme et la condition masculine où il critique sévèrement la superficialité des rapports humains. Il aborde aussi le thème de la peur de l'amour et de l'intimité qui sépare d'un important fossé des sexes jamais auparavant si opposés. Le ton est cynique, l'humour grinçant. La sortie du livre est fortement médiatisée. La critique est positive. C'est ce roman qui est à l'origine en 2006 de son embauche à titre de Directeur général du Réseau Hommes Québec, un organisme fondé en 1992 par le psychanalyste Guy Corneau où les hommes, au sein de groupes d'entraide, apprennent l'art de la communication authentique et de l'affirmation de leur identité masculine. 
En 2006, Sylvain d'Auteuil lance chez Lanctôt Éditeur La Prophétie du saint aux pieds nus, le premier tome d'une série dont l'objet principal est la transposition moderne de la vie de saint François d'Assise. Les médias s'intéressent à l'expérience unique de l'auteur qui, pour les besoins de sa recherche, a vécu un mois dans la rue en se parant des haillons de l'itinérance. La critique est encore très favorable. Christine Michaud, chroniqueuse à Salut Bonjour Week-end (TVA), en parle de façon très élogieuse.
En février 2010, la maison d'édition Québec Amérique publie son troisième opus, un roman d'autofiction basé sur la quête mystique de l'auteur à ses 24 ans, et son expérience avec l'errance et la psychiatrie. Jacques Languirand en signe la préface tout en lui octroyant sa bénédiction : « Un récit tripatif, écrit-il. Pour une fois que ce mot prend tout son sens. » Cette parution coïncide avec ses nominations à titre de Pair-organisateur communautaire du projet de recherche pancanadien Chez Soi, qui étudiera, jusqu'en 2013, l'impact de programmes novateurs de type logement d'abord auprès d'une clientèle itinérante en proie à la maladie mentale, et de Directeur des Porte-Voix du Rétablissement, une association québécoise pour les personnes vivant ou ayant vécu un trouble de santé mentale, laquelle vise la défense de leurs intérêts et la promotion du rétablissement. Conseiller pour la Commission de la santé mentale du Canada, il fait partie d'un groupe de quatre auteurs qui ont rédigé le Guide de référence pour des pratiques axées vers le rétablissement. Lancé en juin 2015, il s'agit du premier ouvrage du genre au Canada.

## Œuvre
- Brad Pitt ou mourir (roman, 146 pages, Les Intouchables, 2005),  (ISBN 2-89549-187-9)
- La Prophétie du saint aux pieds nus (roman, 489 pages, Lanctôt Éditeur, 2006),  (ISBN 2-89485-362-9)
- Mystique Blues (roman, 456 pages, Québec Amérique, 2010),  (ISBN 978-2-7644-0755-4)
- Guide de référence pour des pratiques axées vers le rétablissement (Commission de la santé mentale du Canada, 2015),  (ISBN 978-0-9880506-3-1)